# 八角台站
八角台站是一个锦承线上的铁路车站，位于辽宁省凌海市兴隆乡，建于1921年，目前为三等站，邮政编码为121201。目前客运：办理旅客乘降；行李、包裹托运；货运：仅办理专用线、专用铁道整车货物发到；零担仅办理直达整零货物发到。